# Harald Kidde
Harald Kidde (14. srpna 1878, Vejle – 23. listopadu 1918, Kodaň) byl dánský prozaik.
Jeho hlavní dílo, román Helten (Hrdina), mělo vliv na moderní autory jako Hans Christian Branner nebo Martin A. Hansen. V tomto románu se autor zabývá krizí člověka, který řeší problémy s křesťanskou pokorou.
Další román, Jarnet (česky Železo, 1918), líčí experimentální formou vývoj švédského kraje Värmland.

### Romány
- Aage og Else, Døden, 1902.
- Aage og Else, Livet, 1902.
- De Blinde, 1906.
- Loven, 1908.
- Den Anden, 1909.
- De Salige, 1910.
- Hrdina (Helten), 1912.
- česky Železo (Jærnet, Roman om Järnbärerland), 1918.

### Novely, poezie
- Sindbilleder, 1900.
- Mennesker, 1901.
- Tilskueren 1901, Harald Kidde, Menneskenes Søn.
- Luftslotte, 1904.
- Tilskueren 1904, Harald Kidde, Smertens Vej.
- Tilskueren 1905, Harald Kidde, Drømmerier.
- Aften, 1908.
- Mødet Nytårsnat, en Krønike fra Anholt, 1917.
- Vandringer, 1920.
- Dinkelsbühl, 1931.
- Under de Blomstrende Frugttræer, 1942.
- Parabler, 1948.
- Krageskrigene, 1953.